# Bouncing Babies (Computerspiel)

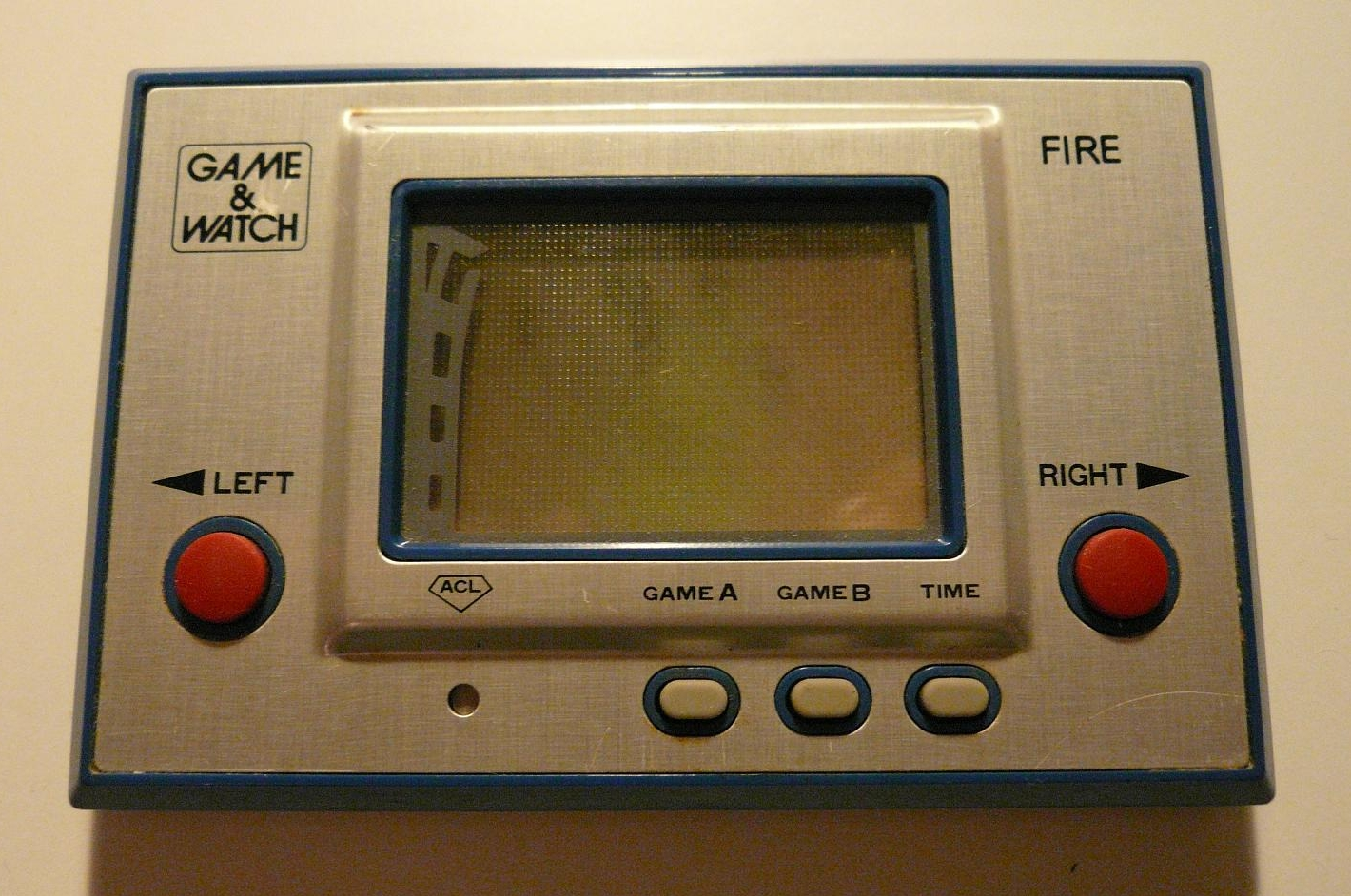
Fire auf einem Game & Watch der Silver-Serie. Links ist das Hochhaus, die Babys sind nur schwach zu erkennen.

Bouncing Babies ist ein klassisches DOS-Computerspiel (Freeware), das 1984 von Dave Baskin entwickelt wurde. Dieses Geschicklichkeitsspiel basiert auf dem LCD-Spiel Fire (1980) für die erste tragbare Nintendo-Konsole Game & Watch.

## Spielbeschreibung
Der Spieler muss Babys retten, die von einem brennenden Hochhaus (am linken Bildschirmrand) springen.
Er steuert gemeinsam zwei Feuerwehrmänner mit einem Sprungtuch und muss die Babys sicher in den rechts stehenden Krankenwagen befördern, indem diese vom Trampolin abprallen (engl. to bounce). Zur Steuerung dienen drei Tasten für die drei Positionen links, Mitte und rechts. Im späteren Verlauf wird die Spielgeschwindigkeit schneller, und es fallen gleichzeitig mehrere Babys vom Hochhaus.

## Grafik
Die Originalgrafik des LCD-Spiels war schwarz-weiß. Das DOS-Spiel lief auf CGA-Grafik (3 Farben) mit schwarzem Hintergrund. Die Amiga-Version verfügt über eine ähnliche Farbpalette. Die Acorn-Version hat schwarze Figuren auf grünem Hintergrund.

## Weitere Infos
Die Programmgröße beträgt in der DOS-Version lediglich 22 KByte. Es wird mindestens ein 8088-Prozessor benötigt. Die Soundausgabe erfolgt über den PC-Lautsprecher. Heutige Rechner benötigen Zusatzprogramme oder eine modifizierte Version, da das Spiel sonst zu schnell läuft.

## Versionen
- Fire für Game & Watch (zunächst Silver-Edition), 1980
- Bouncing Babies für DOS und PC-Booter, 1984
- Bouncing Babies für Acorn Atom
- Tumbling Tots (von David Ashley) für Amiga, 1990
- Fire für Nintendo Mini Classics, 1998 (Spielzeug in Form eines kleinen Game Boys)
- Fire für Palmtops (Farbgrafik) von Astraware

### Ähnliche Spiele
- Fire Fighter (Feuerwehr im Einsatz), für Atari 2600, 1982
- Fireman für Commodore 64, 1983 (Phoenix Publishing Associates)
- Firemen Rescue für Amstrad CPC, 1985

Zudem gibt es auch andere Spiele mit ähnlicher Thematik, z. B. Fire Fighter für Game Boy, 1992.